# Léo Sahin
Léo Sahin (* 30. Oktober 2005 in Saint-Avold) ist ein französisch-türkischer Fußballspieler.

## Karriere
Sahin begann mit dem Fußballspielen beim 1. FC Saarbrücken und durchlief dort alle Jugendmannschaften. In der Saisonvorbereitung zur Spielzeit 2023/24 kam er zu ersten Einsätzen in Testspielen für die Drittligamannschaft. Er kam dort auch zu seinem ersten Einsatz im Profibereich, als er am 7. Oktober 2023, dem 10. Spieltag, bei der 0:2-Auswärtsniederlage gegen den FC Erzgebirge Aue in der 89. Spielminute für Julian Günther-Schmidt eingewechselt wurde. Seit September 2024 läuft Sahin für US Forbach auf. 